# Bürgermeisterei Koxhausen
Die Bürgermeisterei Koxhausen (auch Kochshausen) war eine von ursprünglich 42 preußischen Bürgermeistereien, in die sich der 1816 neu gebildete Kreis Bitburg im Regierungsbezirk Trier verwaltungsmäßig gliederte. Von 1822 an gehörte der Regierungsbezirk Trier, damit auch die Bürgermeisterei Koxhausen, zu der in dem Jahr neu gebildeten Rheinprovinz. Der Verwaltung der Bürgermeisterei unterstanden sieben Gemeinden. Der Verwaltungssitz war in der heutigen Ortsgemeinde Koxhausen im Eifelkreis Bitburg-Prüm in Rheinland-Pfalz.

## Gemeinden und zugehörige Ortschaften
Zur Bürgermeisterei Koxhausen gehörten folgende Gemeinden (Stand 1843):
- Berscheid (63 Einwohner) mit dem Schiershof (13),  der Schneidmühle (9) sowie Johannesdorf mit der Untersten Gaymühle (57)
- Dauwelshausen (80)
- Herbstmühle (60)
- Hütten (43) mit den Weilern Kreutzdorf (19) und Neuhütten (21) sowie dem Haus Kalenborn (4)
- Koxhausen (129)
- Leimbach (110) nit den Weilern Schlinkert (24) und Weidendell (17) sowie dem Schranzhof (8)
- Scheitenkorb (34)

Insgesamt lebten im Bürgermeistereibezirk 691 Menschen in 99 Wohnhäusern. Alle Einwohner waren katholisch. Es gab eine Kirche, zwei Kapellen und eine Schule (Stand 1843).

## Geschichte
Alle Ortschaften im Verwaltungsbezirk der Bürgermeisterei gehörten vor 1794 zum Herzogtum Luxemburg (Quartier Vianden), Berscheid, Dauwelshausen und Herbstmühle zur Grafschaft Vianden, die übrigen Orte zur Herrschaft Neuerburg. Koxhausen war Hauptort einer Meierei, zu deren Verwaltungsgebiet elf Ortschaften zählten. Im Jahr 1794 hatten französische Revolutionstruppen die Österreichischen Niederlande, zu denen das Herzogtum Luxemburg gehörte, besetzt und im Oktober 1795 annektiert. Unter der französischen Verwaltung gehörte das Gebiet zum Kanton Neuerburg, der verwaltungsmäßig zum Arrondissement Bitburg im Departement Wälder gehörte.
Aufgrund der Beschlüsse auf dem Wiener Kongress wurde 1815 das vormals luxemburgische Gebiet östlich der Sauer und der Our dem Königreich Preußen zugeordnet. Unter der preußischen Verwaltung wurden im Jahr 1816 Regierungsbezirke und Kreise neu gebildet, linksrheinisch wurden in der Regel die Verwaltungsbezirke der französischen Mairies vorerst beibehalten. Die Bürgermeisterei Koxhausen entsprach insoweit der vorherigen Mairie Koxhausen. Die Bürgermeisterei Koxhausen bestand bis 1860 und ging in der Bürgermeisterei Neuerburg-Land auf.
Alle Ortschaften gehören heute verwaltungsmäßig zur Verbandsgemeinde Südeifel im Eifelkreis Bitburg-Prüm in Rheinland-Pfalz.